# Seznam slovenskih geodetov
Seznam slovenskih geodetov. (Glej šeː seznam slovenskih kartografov in seznam slovenskih inženirjev gradbeništva)

## A
- Tomaž Ambrožič (*1962)
- Daniel Artiček (*1964)

## B
- Tomaž Banovec (1939–)
- Teobald Belec (1930–1997)
- Jure Beseničar (1946–2019)
- Jože Boštjančič? (*1935)
- Aleš Breznikar
- Dominik Bovha
- Miran Brumec
- Jože Brus (1909–1997)

## Č
- Marjan Čeh (*1964)
- Tomaž Černe
- Bogomir Čibej (1930–1972)
- (Rudi Čop *1950)
- Miroslav Črnivec (1904–1986)
- Miroslav Črnivec ml. (1930–1997)
- Josip Črnjač (1895–1969)
- Ivan Čuček (1911–1992)
- Majda Čuček Gerbec (*1952)
- Alojz Zuffar/Čufar (1852–1907)

## D
- Jožef Dajnko
- Ferdinand Deželak ?
- Neda Dobovišek (r. Oblak) (1909–1992), prva kulturnogeodetska inženirka pri nas
- Borut Donko
- Samo Drobne (*1964)
- Rado Dvoršak (1903–1988)

## F
- Miran Ferlan
- Miloš Flajs
- Mojca Foški  (*1968)
- Jerneja Fridl (*1966)
- Johannes Frischauf

## G
- Ivan Gaber - Anza (*1938)
- Maks Gatnik (1910–1996)
- Peter Golob
- Ivan Golorej (1921–1988)
- Janez Goršič (*1957)
- Vid Grahor
- Alfonz Gspan (1878–1963)
- Miha Guštin

## H
- Jože Hermanko (1901–1941)
- Matjaž Hribar (*1959)

## J
- Karel Jaklič
- Ciril Jekovec (1881–1957)?
- Marjan Jenko (1928–2020)
- Vesna Ježovnik (*1950)
- Milan Juvančič (1930–2011)

## K
- Rok Kamnik
- Urša Kanjir
- Lojze Kerin (1906–1966)
- Bogdan Kilar (1930–2015)
- Matija Klarič (1912–2003)
- Janez Kobilica
- Anka Kokalj (*1952)
- Žiga Kokalj
- Božo Koler (*1961)
- Janez Koleša
- Franci Koncilija
- Drago Koren
- (Branko Korošec)
- Jože Kos Grabar (*1959)
- Mojca Kosmatin Fras
- Boštjan Kovačič (*1967)
- Emil Kovačič (1907–2001)
- Franjo Kovačič (1908–1981), rojen v Sodražici
- Klemen Kozmus Trajkovski (*1975)
- Klemen Kregar
- Vinko Kregar (1907–1995) (gradb.-hidroteh., mdr. dir. GZS)
- Boris Kren
- Ernest Krulej (1888–1957)
- Miran Kuhar (*1961)

## L
- Peter Lamovec (*1984)
- Ivan Lapajna (1857–1945)
- Maks Ličen (1897—?)
- Božena Lipej
- Drago Lipič
- Anka Lisec (*1978)
- Franc Lodrant (1934– ?)
- Ferdo Lupša (1881–1945)

## M
- Slavko Macarol (1904–1984)
- Branko Makarovič (*1927)
- Karel Marčič (1891–1972)
- Aleš Marsetič
- Matko Miklič (1889–1973), pred. za geodetsko risanje na TF v Ljubljani 1921-27
- Blaž Mozetič
- Anton Mrak (1739–1801)
- Jožef Mrak (1709–1786)
- Milan Mravlje (1893–1978)

## N
- Milan Naprudnik (1927–2021)
- Leo(n) Novak (1894–1959)
- Roman Novšak (*1955)

## O
- Janez Obreza ?
- Edvard Orel (1877-1941) topograf
- Stane Oswald (1907-1950?)
- Krištof Oštir (*1969)

## P
- Dušan Peček?
- (Peter Pehani)
- Polona Pavlovčič Prešeren (*1975)
- Tomaž Petek
- Miroslav Peterca (1926–2006)
- Dušan Petrovič (*1969)
- Tadej Pfajfar
- Tomaž Podobnikar (*1967)
- Alojz Podpečan (1906–1990)
- Ema Pogorelčnik
- Irena Poženel
- Anton Prosen (*1946)
- Dragotin (Dragutin) Prosen (1907–1984) (geofizik)

## R
- Dalibor Radovan (*1960)
- (Albin Rakar 1946–2025)
- Roman Rener?
- Branko Rojc (*1941)
- Martin Rojko ?
- Franjo Rudl (1903/4–1989)
- (Janez Rupreht *1947)

## S
- (Vanja Samec 196?-)
- Simona Savšek (*1967)
- Aleš Seliškar (*1949)
- (Peter Skvarča *1944)
- Jože Smrekar
- Zoran Stančič (*1962)
- Bojan Stanonik (*1962)
- Franc Anton Steinberg (1684–1765)
- Irena Stepišnik Perdih
- Bojan Stopar (*1964)
- Rado Strnad (1900–?)
- Peter Svetik (1933–2011)

## Š
- Bojan Šavrič
- Jožef Marija Šemrl (1754–1844)
- Zvonimir Šilec (Mejaš d.o.o.)
- Peter Šivic (1936–2015)
- Radoš Šumrada (*1951)

## T
- Jernej Tekavec
- Ranko T. Todorović (1942–2019)
- Mihaela Triglav Čekada
- (Alojz Trček 1903-1956)

## U
- Franc Ules (1932–2022)
- Tilen Urbančič

## V
- Branko Vařacha (1921–2002)
- Vladimir Vazzaz (1909–2007)
- Jurij Vega (1754–1802)
- Tatjana Veljanovski
- Florijan Vodopivec (1934–2018)
- Anton Vončina (1894–1969)

## Z
- Klemen Zakšek
- Marijan Zemljič (1925–2013) (hudourničar-gozdarski)
- Alojz Zuffar/Čufar (1852–1907)
- Pavel Zupančič (1937–2016)